# Stopplaats Wijchgelsheim
Stopplaats Wijchgelsheim, foutief ook wel Wijgchelsheim, was een stopplaats aan de voormalige Spoorlijn Groningen - Weiwerd (Woldjerspoorweg). De stopplaats werd geopend op 1 juli 1929 en gesloten op 5 mei 1941.